# Église Saint-Remacle de Verviers
L’église Saint-Remacle est un édifice religieux catholique de style ‘basilique romaine’ sis sur la place Saint-Remacle, à Verviers (Belgique). Il fut édifié au début du XIXe siècle à une époque où la ville de Verviers connaissait une période de prospérité due au travail de la laine et du textile. Peu fréquentée aujourd’hui, bien que paroisse, elle n’est plus ouverte que pour les grandes fêtes et manifestations religieuses. Elle fait partie de l'unité pastorale Val de Vesdre.

## Histoire
La ville de Verviers se développant rapidement, une église fut édifiée, avec la création d’une nouvelle paroisse. Les industriels catholiques de l’époque veulent en faire un bâtiment de prestige et contribuent généreusement à son édification. Comme tous les bâtiments publics civils construits à Verviers au XIXe siècle, l’église reflète la prospérité de la ville liée au travail de la laine. 
Parmi les donateurs, Édouard et Raymond de Biolley ont largement contribué à l’édification du bâtiment. Cela se manifeste par la présence, au pied de la chaire de vérité, d’une sculpture représentant Saint Raymond et Saint Édouard (saints patrons des donateurs) présentant le plan de l’église à Saint Remacle comme pour lui demander son approbation.

## Patrimoine
- Dans le sanctuaire, un imposant maître-autel en marbre est entouré de quatre statues de grande dimension représentant les traditionnels ‘grands’ Pères de l’Église : Ambroise de Milan, Augustin d'Hippone, Grégoire le Grand et Jérôme.
- Stalles et chaire de vérité sont en chêne massif sculpté. Au pied de la chaire, une scène avec un ensemble des trois saints, Édouard, Raymond et Remacle, comme expliqué ci-dessus.
- Une statue de saint Remacle datant de 1693 se trouve derrière la chaire de vérité.
- La statue de saint Sévère, patron des tisserands, se trouve adossée au pilier soutenant le jubé. Sa présence s’explique du fait que l’église Saint-Remacle est d’une manière particulière l’église des travailleurs du textile.